# Bernhard Riemann
Georg Friedrich Bernhard Riemann (født 17. september 1826, død 20. juli 1866) var en tysk matematiker.
Riemann udarbejdede flere vigtige bidrag til analyse og differentialgeometri, af hvilke nogle banede vej for den videre udvikling af den almene relativitetsteori.